# 林書鴻
林書鴻（1928年8月1日—），臺灣企業家及台灣長春集團共同創辦人，被列為2023年《富比士》雜誌公布台灣50大富豪榜的第1位。

## 生平
林書鴻畢業於台北工業學校化工科。在日治時期後期，曾被徵召入伍。1945年臺灣光復後則被分配到鳳山軍事團，也就是前陸軍總司令孫立人將軍的嫡系部隊。有化工背景的林書鴻，負責研究炸藥引信，是孫立人的重要幹部。1955年，孫立人被撤職軟禁。鳳山軍事團解散後，林書鴻走上企業經營之路，但由於當時解散的非常突然，使得他一直沒有辦退伍手續，直到2000年，孫立人案被平反，林書鴻才拿到退伍令。
1949年，林書鴻與廖銘昆及鄭信義先生共同創辦台灣第一家塑膠工廠長春人造樹脂廠。1950年代，開發、生產各種規格的電木粉、尿素膠成型材料以及接著劑，對塑膠加工和合板工業貢獻大，使得合板工業在短短數年內快速拓展國際市場。

## 家庭
其子林顯東，其孫林昊平。

## 外部連結
- 長春林書鴻、鄭信義獲北科大名譽博士 - 國立臺北科技大學 （页面存档备份，存于）
- 林書鴻院士 （页面存档备份，存于）
- 長春集團 （页面存档备份，存于）